# Conrad Aiken
Conrad Potter Aiken (Savannah, Georgia, 1889. augusztus 5. – Savannah, 1973. augusztus 17.) amerikai költő, elbeszélő, regényíró, irodalomkritikus.
A pszichoanalízis korai elmélete által ösztönzött munkái a tudat, különösen az öntudat fontosságát hangsúlyozzák. Nézetei szerint még akkor is tudatosságra kell törekedni, ha ez a rémülettel való szembesülést jelenti.

## Pályája
Gyermekkorában súlyos lelki megpróbáltatásban volt része, amikor ráakadt szüleinek holttestére (apja megölte édesanyját, majd öngyilkosságot követett el).
Tanulmányait magániskolában és a Harvard Egyetemen végezte, ahol T. S. Eliot barátja és nemzedéktársa volt. Költészetén a későbbiekben érződött is Eliot hatása.
3 korai verseskötete után, 1915-1920 között 5 "szimfóniát" alkotott azzal a szándékkal, hogy a zenéhez hasonló költészetet hozzon létre, mely egy időben több jelentésszintet képes kifejezni. Selected Poems című verseskötetéért 1930-ban Pulitzer-díjjal tüntették ki.
Regényeket, elbeszéléseket is írt. A legtöbb prózai írása az 1920-as, 1930-as években készült. Legismertebb prózai műve az 1930-ban megjelent Silent Snow, Secret Snow (Csendes hó, titkos hó) című elbeszélése.
Életét egyenlően osztotta meg Anglia és az USA között egészen 1947-ig, amikor Massachusettsben telepedett le. Jelentős szerepe volt az amerikai költők angliai népszerűsítésében.

## Művei
Verseskötetek:
- Earth Triumphant and Other Tales in Verse (1914)
- Turns and Movies and Other Tales in Verse (1916)
- The Jig of Forslin: A Symphony (1916)
- Nocturne of Remembered Spring and Other Poems (1917)
- The Charnel Rose, Senlin: A Biography, and Other Poems (1918)
- The House of Dust: A Symphony (1920)
- Punch: The Immortal Liar (1921)
- Priapus and the Pool (1922)
- The Pilgrimage of Festus (1923)
- Prelude (1929)
- Selected Poems (1929)
- Gehenna (1930)
- John Deth, A Metaphysical Legacy, and Other Poems (1930)
- Preludes for Memnon (1931)
- The Coming Forth by Day of Osiris Jones (1931)
- And in the Hanging Garden (1933)
- Landscape West of Eden (1934)
- Time in the Rock: Preludes to Definition (1936)
- And in the Human Heart (1940)
- Brownstone Eclogues (1942)
- The Soldier: A Poem (1944)
- The Kid (1947)
- The Divine Pilgrim (1949)
- Skylight One: Fifteen Poems (1950)
- Wake 11 (1952)
- Collected Poems (1953)
- A Letter from Li Po and Other Poems (1955)
- The Fluteplayer (1956)
- Sheepfold Hill: Fifteen Poems (1958)
- Selected Poems (1961)
- The Morning Song of Lord Zero (1963)
- A Seizure of Limericks (1964)
- Tom, Sue and the Clock: A Story Poem (1966)
- Thee: A Poem (1967)
- Collected Poems (1970)
- The Clerk's Journal: Being the Diary of a Queer Man (1971)

Regények:
- Blue Voyage (1927)
- Great Circle (1933)
- King Coffin (1934)
- A Heart for the Gods of Mexico (1939)
- Conversation: or a Pilgrim's Progress (1940)

Elbeszéléskötetek:
- Costumes by Eros (1928)
- Among the Lost People (1934)
- Bring! Bring! (1935)
- The Short Stories of Conrad Aiken (1950)
- The Collected Short Stories of Conrad Aiken (1960)
- The Collected Novels of Conrad Aiken (1964)

Dráma:
- Mr. Arcularis (1953)

Gyerekkönyvek:
- Cats and Bats and Things with Wings (1965)
- A Little Who's Zoo of Mild Animals (1977)

Esszék:
- Scepticisms: Notes on Contemporary Poetry (1919)
- Melody of Chaos (1931)
- A Reviewer's ABC (1958)
- Collected Criticism (1968)

Önéletrajz, levelek: 
- Ushant: An Essay (1952)
- The Selected Letters of Conrad Aiken (1978)
- The Letters of Conrad Aiken and Malcolm Lowry, 1929–1954 (1992)

## Bibliográfia
- J. Martin: Conrad Aiken: A Life of His Art (Princeton Univ Press, 1962)
- Frederick John Hoffman: Conrad Aiken (Twayne Publishing, 1962)
- Denney Reuel: Conrad Aiken (Univ of Minnesota Press, 1964)
- Clarissa M Lorenz: Lorelei Two: My Life with Conrad Aiken (University of Georgia Press, 1983)
- F. W. Bonnell: Conrad Aiken, a Bibliography, 1902-1978 (H E Huntington Library & Art, 1983)
- Ted Ray Spivey: The Writer As Shaman: The Pilgrimages of Conrad Aiken and Walker Percy (Mercer University Press, 1986)
- Harry Marten: The Art of Knowing: The Poetry and Prose of Conrad Aiken (Univ of Missouri Press, 1988)
- Edward Butscher: Conrad Aiken: Poet of White Horse Vale (University of Georgia Press, 1988)
- Joan Aiken: Conrad Aiken, Our Father (Anthony Neville Rye, 1989)
- Ted Ray Spivey: Conrad Aiken: A Priest of Consciousness (AMS Press, 1990)
- Gerald R. Barrett: From fiction to film: Conrad Aiken's Silent Snow, Secret Snow (Dickenson Publishing)
- Catharine F Seigel: The Fictive World of Conrad Aiken: A Celebration of Consciousness (Northern Illinois University Press, 1993)
- Ted Ray Spivey: Time's Stop in Savannah: Conrad Aiken's Inner Journey (Mercer University Press, 1997)